# Секвенція (жанр)
Секвенція — християнський жанр композиції, близький гімну, що виник у середньовіччі. В римо-католицькому богослужінні секвенції співають перед читанням євангелія. На відміну від інших частин літургії, секвенції не використовують біблійні тексти. Характерною рисою секвенції є повторення мелодії для наступних віршів.

## Історія
Попри численні дослідження, походження секвенцій в точності невідоме. Першим творцем секвенцій вважають Ноткера Заїку (бл. 840–912), монаха із Санкт-Галлена. За найпоширенішою теорією, секвенції виникли як тексти, що створювались до мелізмів григоріанського співу. Соліст співав ці тексти на фоні хору, що розспівував останнє «a» на слові Alleluja. Розвиток жанру секвенцій розділяють на два періоди:
- IX–XI століття, осередки — бенедиктинські ордени Франції і Швейцарії
- XII–XVI століття, основний осередок — Париж.

До наших днів збереглося близько 1500 секвенцій. Проте в церковній практиці закріпилися лише 5 із них. Так, 1570 року, внаслідок реформи, прийнятої Тридентським собором за участю папи Пія V, було затверджено чотири секвенції:
- Victimae Paschali laudes Хай на свято радісне пасхальної жертви... з середини XI століття виконується на Великдень, авторство приписують Віпо Бургундському[1]
- Veni Sancte Spiritus Прийди, Духу Святий... виконується на свято Зіслання Святого Духа. Авторство приписують папі Іннокентію III[2] (1161–1216) або Віпо Бургундському.
- Lauda Sion Salvatorem Хвалимо Спасителя Сіону, виконується на Свято Божого тіла з кінця XIII століття, виникла у французькому домініканському осередку[3]. Авторство приписують також св. Фомі Аквінському.
- Dies irae День гніву авторства Томазо де Челяно з рубежу XII–XIII століть, до 1970 року виконувалася в заупокійній месі.

1727 року до цих чотирьох секвенцій було долучено ще одну:
- Stabat Mater (dolorosa) Скорбна мати, виконується у Великий піст. Авторство приписують Джакопоне Да Тоді на рубежі XIII–XIV століть, або папі Іннокентію III (1161–1216) чи Св. Бонавернтурі (бл. 1217–1274)[4]

## Секвенція в сучасній літургії
Після Другого Ватиканського собору в католицькій літургії секвенції обов'язково виконуються в трьох святах: на Великдень (Victimae Paschali laudes),  Зіслання Святого Духа і на свято Божого Тіла (Veni Sancte Spiritus). Допускається виконання Ad libitum секвенції Victimae Paschali laudes у Великодню октаву, Lauda Sion на урочистість Пресвятої Євхаристії (повністю або від слів Ecce Panis) та Stabat Mater (повністю або від слів Sancte Mater, istud agas)
Під час виконання секвенції в католицькому храмі прийнято стояти.